# Euphorbia williamsonii
Euphorbia williamsonii es una especie de planta fanerógama de la familia Euphorbiaceae. Es endémica de Zambia donde se encuentra en las Cataratas Ntumbachushi .

## Descripción
Es un arbusto espinoso suculento que alcanza un tamaño  de 1 m de altura, con numerosas ramas acaulescentes que surgen al azar de una forma irregular, parcialmente expuesto, con caudex tuberoso que tiene una masa congestionada de raíces fibrosas duras.

## Ecología
Se encuentra en la sabana en las cascadas, formando esteras fibrosas en los afloramientos rocosos de cuarcita, a una altitud de 1150 metros.
No presenta dificultades inusuales en el cultivo. Está muy cercana de Euphorbia atrocarmesina, y superficialmente se parece a Euphorbia buruana.

## Taxonomía
Euphorbia williamsonii fue descrita por Leslie Charles Leach y publicado en Journal of South African Botany 35: 19. 1969.
Etimología
Ver: Euphorbia
williamsonii: epíteto otorgado en honor del cirujano africano Graham Williamson (1932 - 2000), quien realizó colectas de plantas en Zambia y Malaui, especialmente de orquídeas, siendo autor del libro Orchids of Central Africa.